# District de Siwan
Le district de Siwan est un district de l'État du Bihar en Inde.

## Géographie
Au recensement de 2011, sa population compte 3 318 176 habitants.
Son chef-lieu est la ville de Siwan. 